# Kallima guttata
Kallima guttata är en fjärilsart som beskrevs av Hans Fruhstorfer 1921. Kallima guttata ingår i släktet Kallima och familjen praktfjärilar. Inga underarter finns listade i Catalogue of Life.